# Cymothoe infuscata
Cymothoe infuscata är en fjärilsart som beskrevs av James John Joicey och Talbot 1928. Cymothoe infuscata ingår i släktet Cymothoe och familjen praktfjärilar. Inga underarter finns listade i Catalogue of Life.